# Szűcs Judith 8.
Az énekesnő 8. nagylemeze cím nélkül jelent meg, a borítón csak Szűcs Judith felirat található. Az albumra két dal került fel az Első Emelet együttes zeneszerzőitől.

## A lemezen megjelent dalok[1]
1. Forog a föld (Fülöp Csaba)
2. A véletlen (Szűcs Antal Gábor-Fülöp Csaba)
3. Pezseg a vérem (Pálvölgyi Géza-Papp Tamás)
4. Osztom a lapot (Szontág József-Fülöp Csaba)
5. Az, amire gondolsz (Fülöp Csaba)
6. Túl nehéz (Fülöp Csaba)
7. Születésnap (Fülöp Csaba)
8. A nyár (Szontág József-Fülöp Csaba)
9. Videó (Bogdán Csaba-Fülöp Csaba)
10. Felelőtlen gondolat (Berkes Gábor-Fülöp Csaba)
11. Gyere már! (Fülöp Csaba)
12. Együtt, nélküled /Pepo emlékére/ (Pálvölgyi Géza-Papp Tamás)

## Közreműködtek
- Szűcs Judith – ének, vokál
- Szűcs Antal Gábor – gitárok
- Pálvölgyi Géza – szintetizátorok
- Papp Tamás – dobok, ütőhangszerek
- Muck Tamás – szaxofonok
- Horváth Kornél – ütőhangszerek